# Horisme catalalia
Horisme catalalia är en fjärilsart som beskrevs av Louis Beethoven Prout 1941. Horisme catalalia ingår i släktet Horisme och familjen mätare. Inga underarter finns listade i Catalogue of Life.